# Оленик, Валентин Григорьевич
Валентин Григорьевич Оленик (18 июля 1939, Сталинск, Кемеровская область, РСФСР, СССР — 12 февраля 1987 (по другим сведениям 15 февраля 1987), Москва, РСФСР, СССР) — советский борец классического стиля, серебряный призёр олимпийских игр, чемпион и призёр чемпионата мира, неоднократный чемпион и призёр чемпионатов СССР. Заслуженный мастер спорта СССР (1966). Заслуженный тренер СССР (1976). Судья международной категории (1975). Кандидат педагогических наук (1973).

## Биография
Родился в 1939 году в посёлке Бунгур близ Сталинска (ныне Новокузнецк). После окончания Бунгурской семилетней школы учился в ремесленном училище № 1 и, получив профессию вальцовщика, работал на Кузнецком металлургическом комбинате. Начал заниматься борьбой в 1954 году. В 1957 году на юношеском первенстве Кузбасса занимает первое место. В 1960 году одержал победу на всесоюзном первенстве спортивного общества «Трудовые резервы». В 1962 году попал в состав сборной СССР Убедительно победив на турнире имени Ивана Поддубного, был включён в олимпийскую команду.
На Летних Олимпийских играх 1964 года в Токио боролся в весовой категории до 87 килограммов (средний вес). Победитель определялся по минимальному количеству штрафных баллов: за чистую победу (туше) штрафные баллы не начислялись, за победу по решению судей начислялся 1 штрафной балл; за чистое поражение начислялись 4 штрафных балла, за поражение по очкам начислялись 3 штрафных балла, за ничью 2 штрафных балла. Спортсмен, получивший до финальных схваток 6 штрафных баллов, выбывал из турнира. Когда оставалось три или меньше борцов, они разыгрывали между собой медали.
В схватках:
- в первом круге в схватке с Георге Поповичи (Румыния) была зафиксирована ничья, что принесло борцу 2 штрафных балла;
- во втором круге выиграл решением судей у Чеслава Квециньского (Польша) и получил 1 штрафной балл;
- в третьем круге выиграл решением судей у Лотара Метца (ГДР) и получил 1 штрафной балл;
- в четвёртом круге выиграл решением судей у Уэйна Бохмана (США) и получил 1 штрафной балл.
- в пятом круге в схватке с Браниславом Симичем, будущим олимпийским чемпионом (Югославия) была зафиксирована ничья, что принесло борцу 2 штрафных балла и советский борец выбыл из турнира, заняв 4 место.

В 1966 году победил на чемпионате мира и остался вторым на чемпионате СССР, а в 1967 году стал вице-чемпионом мира и победителем Спартакиады народов СССР, соревнования на которых имели статус чемпионата СССР.
Был включён в олимпийскую команду. На Летних Олимпийских играх 1968 года в Мехико боролся в весовой категории до 87 килограммов (средний вес). Победитель определялся по минимальному количеству штрафных баллов: за чистую победу (туше) штрафные баллы не начислялись, за победу по решению судей начислялся 1 штрафной балл; за чистое поражение начислялись 4 штрафных балла, за поражение по очкам начислялись 3 штрафных балла, за ничью 2 штрафных балла. Спортсмен, получивший до финальных схваток 6 штрафных баллов, выбывал из турнира. Когда оставалось три или меньше борцов, они разыгрывали между собой медали.
В схватках:
- в первом круге на 2-й минуте тушировал Хулио Граффинья (Аргентина);
- во втором круге выиграл решением судей Иржи Корманика (Чехословакия) и получил 1 штрафной балл;
- в третьем круге выиграл решением судей у Чеслава Квециньского (Польша) и получил 1 штрафной балл;
- в четвёртом круге в схватке с Петаром Крумовым (Болгария) была зафиксирована ничья, что принесло борцу 2 штрафных балла;
- в пятом круге на 11-й минуте тушировал Уэйна Бохмана (США)

Таким образом, борец вышел в финальную часть соревнований, имея 4 штрафных балла.
В схватке с Браниславом Симичем (Югославия) вновь, как и на прежней олимпиаде была зафиксирована ничья, и В. Оленик завоевал серебряную медаль.
В 1972 году оставил спортивную карьеру и перешёл на работу в Спорткомитет СССР начальником отдела спортивной борьбы, впоследствии стал государственным тренером по классической борьбе. В 1976 году был руководителем сборной олимпийской команды по борьбе на олимпиаде в Монреале, где советские борцы показали выдающийся результат — из десяти комплектов медалей завоевали 7 золотых, 2 серебряных и 1 бронзовую медаль. Затем работал во ВНИИФКе заведующим отделом Олимпийской подготовки, с 1978 по 1985 год в Спорткомитете СССР начальником управления спортивных резервов. С 1985 года являлся заведующим кафедрой физического воспитания Московского института инженеров транспорта
С 1975 года заместитель председателя президиума Всесоюзной Федерации спортивной борьбы, с 1981 года член тренерской комиссии ФИЛА (международной федерации любительской борьбы).
Окончил Сибирский металлургический институт (горный факультет) и заочную аспирантуру ВНИИФК, в ходе обучения в последнее подготовил исследование проблемы совершенствования технического мастерства высококвалифицированных борцов (1968). В 1973 году защитил кандидатскую диссертацию. Участвовал в создании более чем 50 статей и методических пособий по проблемам подготовки высококвалифицированных борцов.
Валентин Оленик — один из четырёх советских чемпионов мира по классической или вольной борьбе, имеющих ученую степень.
Награждён Орденом «Знак почёта» (1976).
В 1985 году попал в серьёзную автомобильную аварию. Умер в 1987 году в Москве. Похоронен на Востряковском кладбище.

## Память
В Новокузнецке проводится традиционный всероссийский турнир мастеров по греко-римской борьбе памяти Валентина Оленика.